# Liste der Kulturdenkmale in der Wilsdruffer Vorstadt
Die Liste der Kulturdenkmale in der Wilsdruffer Vorstadt enthält die Kulturdenkmale des Stadtteils Wilsdruffer Vorstadt in der Dresdner Gemarkung Altstadt I. 

Diese Gemarkung gliedert sich in die Stadtteile Innere Altstadt, Pirnaische Vorstadt, Seevorstadt und Innere Wilsdruffer Vorstadt. Außerdem werden hier die Kulturdenkmale der Äußeren Wilsdruffer Vorstadt aufgenommen, die zur Gemarkung Altstadt II gehört. 

Die Anmerkungen sind zu beachten.
Diese Liste ist eine Teilliste der Liste der Kulturdenkmale in Dresden. 

Diese Liste ist eine Teilliste der Liste der Kulturdenkmale in Sachsen.

## Legende
- Bild: Bild des Kulturdenkmals, ggf. zusätzlich mit einem Link zu weiteren Fotos des Kulturdenkmals im Medienarchiv Wikimedia Commons. Wenn man auf das Kamerasymbol klickt, können Fotos zu Kulturdenkmalen aus dieser Liste hochgeladen werden:
- Bezeichnung: Denkmalgeschützte Objekte und ggf. Bauwerksname des Kulturdenkmals
- Lage: Straßenname und Hausnummer oder Flurstücknummer des Kulturdenkmals. Die Grundsortierung der Liste erfolgt nach dieser Adresse. Der Link (Karte) führt zu verschiedenen Kartendiensten mit der Position des Kulturdenkmals. Fehlt dieser Link, wurden die Koordinaten noch nicht eingetragen. Sind diese bekannt, können sie über ein Tool mit einer Kartenansicht einfach nachgetragen werden. In dieser Kartenansicht sind Kulturdenkmale ohne Koordinaten mit einem roten bzw. orangen Marker dargestellt und können durch Verschieben auf die richtige Position in der Karte mit Koordinaten versehen werden. Kulturdenkmale ohne Bild sind an einem blauen bzw. roten Marker erkennbar.
- Datierung: Baubeginn, Fertigstellung, Datum der Erstnennung oder grobe zeitliche Einordnung entsprechend des Eintrags in der sächsischen Denkmaldatenbank
- Beschreibung: Kurzcharakteristik des Kulturdenkmals entsprechend des Eintrags in der sächsischen Denkmaldatenbank, ggf. ergänzt durch die dort nur selten veröffentlichten Erfassungstexte oder zusätzliche Informationen
- ID: Vom Landesamt für Denkmalpflege Sachsen vergebene, das Kulturdenkmal eindeutig identifizierende Objekt-Nummer. Der Link führt zum PDF-Denkmaldokument des Landesamtes für Denkmalpflege Sachsen. Bei ehemaligen Kulturdenkmalen können die Objektnummern unbekannt sein und deshalb fehlen bzw. die Links von aus der Datenbank entfernten Objektnummern ins Leere führen. Ein ggf. vorhandenes Icon  führt zu den Angaben des Kulturdenkmals bei Wikidata.

## Innere Wilsdruffer Vorstadt
| Bild                                    | Bezeichnung | Lage                                                                                        | Datierung | Beschreibung | ID       |
| --------------------------------------- | --- | ------------------------------------------------------------------------------------------- | --- | --- | -------- |
|                                         | Mietshaus mit Ladenzone im Erdgeschoss in Ecklage und geschlossener Bebauung                                                                                | Alfred-Althus-Straße 2; 2a (Karte)                                                          | bezeichnet 1895, 1896 (Mietshaus)                                                                                                  | repräsentatives Gründerzeitwohnhaus mit historisierender Fassade, Akzentuierung der beiden Ecken durch Balkone, vielgestaltiger Schmuck vor allem an den Ecken sowie im Erd- und Obergeschoss, hervorgehobene Eingänge, baugeschichtlich und künstlerisch bedeutend. | 09213821 |
| Weitere Bilder                          | Stadt-Armenhaus; Städtisches Versorghaus; Elsa-Fenske-Heim                                                                                                  | Alfred-Althus-Straße 9 (Karte)                                                              | 1877–1878 (Armenhaus), 1. Viertel 20. Jh. (Krankenhausgarten)                                                                      | Gebäude, früher Hinterhaus, mit vorgelagertem Garten und Einfriedung; Straßenseite des markanten Baus durch Mittelrisalit betont, das hohe Dach mit Belvedere, seit 1952 Elsa-Fenske-Heim, Haus 5, baugeschichtlich und ortsgeschichtlich bedeutend (siehe Freiberger Straße 18). | 09213824 |
| Weitere Bilder                          | Queckbrunnen | Am Queckbrunnen (Karte)                                                                     | 1461 (Brunnen) | Brunnen; aus Brunnenhaus mit Zeltdach und Plastik eines Storches bestehend, im Kern ältester der Stadt, diente der Versorgung der Gerbergemeinde, gestalterisch markant, ortsgeschichtlich und künstlerisch bedeutend sowie singulär. 1870 durch Julius Koch zu heutiger Form umgestaltet. | 09213854 |
| Direkt Bild zu diesem Denkmal hochladen | Mauer im einstigen Gartenbereich der Herzogin Garten (siehe dazu auch Herzogin Garten Obj. 09306834, 09213976)                                              | Am Schießhaus (Karte)                                                                       | 1841 | Dokumentiert ursprüngliche Ausdehnung der gesamten Anlage nach Westen, stadtentwicklungsgeschichtlich und städtebaulich bedeutend | 09307229 |
|                                         | Schießhaus; Schießplan | Am Schießhaus 19 (Karte)                                                                    | 1767 (Schützenhaus) | Schützenhaus, dazu der rückwärtige Schießplan; heute Restaurant, ursprünglich das Haus der Scheibenschützen, wohlproportionierter Barockbau mit Segmentbogenportal, Walmdach, stehenden Dachgaupen und Hochwassermarke, baugeschichtlich, ortsgeschichtlich und künstlerisch bedeutend. | 09213855 |
| Weitere Bilder                          | Königlicher Marstall; Marstall | Am Zwingerteich 2 (Karte)                                                                   | 1744–1748 (Marstall), um 1910 (Marstall), 1794–1795, bezeichnet 1795 (Zivilreithalle)                                              | Reithalle mit Anbauten, Stalltrakt und Nordostflügel; heute Teil der Theaterwerkstätten, ursprünglich geschlossene Vierflügelanlage, als Ersatz für das zur Galerie umgestaltete Johanneum errichtet, Stallungen für die königlich-sächsischen Pferde, äußerst beeindruckende, zumeist klassizistische Bauten, architektonisch, geschichtlich und künstlerisch bedeutend. Früher vierflügelige Stallanlage, von Christian Traugott Weinlig errichtet, 1945 ausgebrannt, bis 1952 teilweise wiedererrichtet, eines der wenigen Beispiele des Klassizismus in Dresden, heute Teil der Theaterwerkstätten des Schauspielhauses. | 09213856 |
| Weitere Bilder                          | Theaterwerkstätten | Am Zwingerteich 2a (Karte)                                                                  | 1977–1981 (Werkstätten), 1984–1987 (Magazin)                                                                                       | Werkstattkomplex (Am Zwingerteich 2a), Magazingebäude (Kleine Packhofstraße 2) und Außenanlagen; ersterer Komplex mit Kopfbau und zwei Hallen, zweites Gebäude wohl Palettenmagazin, gestalterisch herausragendes Beispiel eines DDR-Zweckbaus, baugeschichtliche und städtebauliche Bedeutung. | 09304781 |
| Weitere Bilder                          | Sachgesamtheit Herzogin Garten mit mehreren Einzeldenkmalen                                                                                                 | An der Herzogin Garten (Karte)                                                              | 1841 (Herzogin Garten) | Sachgesamtheit Herzogin Garten mit folgenden Einzeldenkmale: Kopfbau der Orangerie, Mauern im einstigen Gartenbereich und gusseiserner Zaun (ID-Nr. 09213976) sowie Reste und Spuren der Gartenanlage als Sachgesamtheitsteil; der ruinöse Kopfbau als markantes Zeugnis historisierender Architektur und als Teil des Œuvres von Otto von Wolframsdorf baugeschichtlich und kunstgeschichtlich, darüber hinaus in Teilen auch künstlerisch bedeutend, die gesamte Anlage stadtentwicklungsgeschichtlich und städtebaulich bedeutend. Park und Orangerie 1945 schwer beschädigt, 2019 Kopfbau und Garten rekonstruiert. | 09306834 |
| Weitere Bilder                          | Der Herzogin Garten: Kopfbau der Orangerie (Einzeldenkmale zu ID-Nr. 09306834)                                                                              | An der Herzogin Garten (Karte)                                                              | 1841 (Orangerie) | Einzeldenkmale der Sachgesamtheit Herzogin Garten: Kopfbau der Orangerie, Mauern im einstigen Gartenbereich und gusseiserner Zaun; der ruinöse Kopfbau als markantes Zeugnis historisierender Architektur und als Teil des Œuvres von Otto von Wolframsdorf baugeschichtlich und kunstgeschichtlich, darüber hinaus in Teilen auch künstlerisch bedeutend, die gesamte Anlage stadtentwicklungsgeschichtlich und städtebaulich bedeutend. 2019 rekonstruiert. | 09213976 |
| Weitere Bilder                          | Annenkirche | Annenstraße (Karte)                                                                         | 1764–1769 (Kirche), 1909 geweiht (Altar), 16. Jh. (Kruzifix), bezeichnet 1909 (Taufe)                                              | Kirche mit Ausstattung; Saalkirche mit Emporeneinbauten und klassizistischem Turmaufsatz an der Nordostseite, die Südwestfassade und das Innere in den Formen von Neobarock und Jugendstil neu geschaffen, eine der bedeutendsten Kirchen von Dresden, baugeschichtlich, künstlerisch und städtebaulich bedeutend. Errichtet von Johann George Schmidt, mehrfach auch im Inneren verändert, u. a. 1822 barocker Vorbau durch Gottlob Friedrich Thormeyer, ab 1906 Abriss Südwestfassade und Innenausbau im Jugendstil nach Richard Schleinitz, 1945 ausgebrannt und 1950 wiederhergestellt (J. Arthur Bohlig), Turm erst 1997 rekonstruiert. | 09213858 |
| Weitere Bilder                          | Landesfinanzamt und Zollverwaltung (ehem.); später Bezirks- und Stadtleitung der SED; heute Sächsischer Landtag                                             | Bernhard-von-Lindenau-Platz 1 (Karte)                                                       | 1928–1931 (Verwaltungsgebäude); 1991-1993 (Parlament)                                                                              | Landtagsgebäude bestehend aus Altbau des einstigen Finanzamtes der Weimarer Republik und der 1993 fertiggestellten Erweiterung (Neubau) des Dresdner Architekten Peter Kulka; Altbau mit erhöhtem, vorgezogenem Haupttrakt und drei Flügeln, nach außen in Erscheinung treten nur der Haupttrakt sowie die beiden Flügel an Bernhard-von-Lindenau-Platz und Devrientstraße, der Neubau bestehend aus dem Plenarsaal, dem Zugangsbereich, beide an der Elbseite sowie dem westlich angeordneten Packhofflügel, alle transparent verglast, im Inneren des Komplexes ein kleinerer und ein größerer, bemerkenswert gestalteter Hof; seit 1994 sächsisches Parlament, geglückte Metamorphose eines geschichtlich belasteten Altbaus (zu DDR-Zeiten Bezirks- und Stadtleitung der SED) in ein Sinnbild für die »gläserne« Demokratie in der sächsischen Landeshauptstadt, Erweiterung formal zur klassischen Moderne zählend, mit Reverenzen an Ludwig Mies van der Rohes Neuer Nationalgalerie in Berlin, aber auch an die Parlamentsarchitekturen in Bonn von Hans Schwippert, Egon Eiermann, Sep Ruf und Günter Behnisch, Anlage geschichtlich, genauer landesgeschichtlich, auch baugeschichtlich sowie künstlerisch und städtebaulich bedeutend. Altbau des einstigen Finanzamtes (Verwaltungsgebäude); Anlage mit hohem Kopfbau und drei Flügeln, die einen Innenhof umschließen sowie dazu im rechten Winkel angeordnetem Trakt, annähernd L-förmiger Grundriss, nach außen in Erscheinung treten nur der Kopfbau sowie die beiden Flügel an Bernhard-von-Lindenau-Platz und Devrientstraße, geschichtlich und städtebaulich bedeutend. Ehem. Gebäude der Landesfinanzamt und Zollverwaltung, errichtet von Barthold und Tiede im Stil der Neuen Sachlichkeit. | 09213883 |
| Weitere Bilder                          | Erlweinspeicher; Städtischer Speicher im Packhofviertel | Devrientstraße 12 (Karte)                                                                   | 1913–1914, bezeichnet 1914 (Speicher)                                                                                              | Speichergebäude; freistehender, weithin sichtbarer Bau mit markanter und unverwechselbarer Dachlandschaft, dominiert durch aufragenden Krüppelwalmgiebeln, Werk des bedeutenden Stadtbaurates Hans Erlwein, vor allem baugeschichtlich und städtebaulich bedeutend, von 2004 bis 2006 Umbau zum Kongress-Hotel. | 09213884 |
|                                         | Brückenzoll-Hebestelle; Marienbrücke I | Devrientstraße 20 (Karte)                                                                   | 1846–1852 (Brückenwärterhaus) | Brückenhäuschen; Teil der Marienbrücke, allerdings später erbaut, diente nach Fertigstellung als »Städt. Steuer-Einnahme« oder »Städt. Brückenzoll-Hebestelle«, gestalterisch markante, historistische Kleinarchitektur, baugeschichtlich und ortsgeschichtlich bedeuten (siehe auch Marienbrücke). | 09210291 |
| Weitere Bilder                          | 6. und 12. Bezirksschule; Berufsschule | Ehrlichstraße 1 (Karte)                                                                     | bezeichnet 1869 und 1869–1870 (Schule)                                                                                             | Schulgebäude; Einflügelbau mit zwei Risaliten, belebt von Schmuck- und Gliederungselementen, zeittypischer historistischer Bau im Stil der italienischen Renaissance, errichtet von Stadtbaurat Theodor Friedrich, baugeschichtlich und ortsgeschichtlich bedeutend. | 09213889 |
|                                         | Mietshaus in geschlossener Bebauung und Ecklage | Ehrlichstraße 2 (Karte)                                                                     | um 1880 (Mietshaus) | Rest eines ursprünglich geschlossenen Straßenzuges der Gründerzeit, stadtentwicklungsgeschichtlich bedeutend. | 09213890 |
| Weitere Bilder                          | Maternihospital; Elsa-Fenske-Heim | Ehrlichstraße 3 (Karte)                                                                     | 1899 (Haus C), 1905 (Haus D), und 1914–1916 (Haus E), 1937 (Garten)                                                                | Hospitalgebäude mit Einfriedung, Vorgarten und parkartig gestaltetem Innenhof sowie Plastik; mehrflüglige Anlage um Innenhof und entlang der Freiberger-, Ammon- und Ehrlichstraße, aus Haus C (4) an der Ehrlichstraße, Haus E (3) an der Ammonstraße sowie Haus D (2) an der Ecke Ammon- und Freiberger Straße, ab 1952 für mehrere Jahrzehnte erhaltenen Teilen des ehemaligen Städtischen Versorghauses (siehe Alfred-Althus-Straße 9) dazu gehörig, der Innenhof als parkartiger Garten mit Amphitheater gestaltet, älteste Einrichtung Dresdens zur Unterbringung alter oder hilfsbedürftiger Menschen, bau- und ortsgeschichtlich bedeutend. Ehem. Maternihospital, Umbau ab 1837 durch Gottfried Semper (seine Bauten 1945 komplett zerstört), Erweiterungen 1880 (durch Theodor Friedrich), 1899 (durch Edmund Bräter) und 1905 (durch Hans Erlwein), zerstörte Teile 1995 rekonstruiert. | 09213920 |
| Weitere Bilder                          | Mutter Anna | Freiberger Platz (Karte)                                                                    | 1869 (Statue) | Denkmal; Standbild der Kurfürstin Anna von Sachsen (1532–1585), Bronze auf hohem Postament, gestalterisch und handwerklich bemerkenswerte Arbeit, Werk des lokal und regional berühmten Bildhauers Robert Henze, künstlerisch und kunsthistorisch bedeutend. | 09304263 |
| Weitere Bilder                          | Schwimmhalle | Freiberger Platz 1a (Karte)                                                                 | 1968–1969 (Hallenbad) | Hallengebäude mit 50-m-Wasserbecken und 12-m-Kinderbecken, Stahlbetonskelettbau mit Seildachkonstruktion, Stahl-Glas-Fassade, zuerst ausgeführter Bau eines außerordentlich bemerkenswerten Typenbauprojekts für einige ausgewählte Standorte, so für DHfK Leipzig, Potsdam-Brauhausberg und Sportzentrum Süd in Erfurt, städtebauliche Einordnung der Halle am Freiberg Platz in Dresden im Vergleich mit den anderen Hallen am besten gelungen, abgesehen davon eines der innovativsten Gebäude der Nachkriegsmoderne in der DDR auf dem Stadtgebiet Dresdens, architekturgeschichtlich und städtebaulich bedeutend. Errichtet nach Entwürfen von Claus Kayser, Helmut Regel und Joachim Hans Schulz, größte Schwimmsportanlage in Dresden. | 09301771 |
| Weitere Bilder                          | Kursächsische Postmeilensäule; Distanzsäule (Kopie) | Freiberger Straße (Karte)                                                                   | 1997 (Kopie), Original bezeichnet 1722                                                                                             | als Zeugnis der ersten umfassenden Landesvermessung von großer verkehrsgeschichtlicher und landesgeschichtlicher Bedeutung. Kopie einer Kursächsischen Distanzsäule bezeichnet 1722, aus Sandstein, in der typischen Form (mit Entfernungsangaben beschrifteter) Obelisk auf Sockel, mit Wappenstück sowie „AR“-Monogramm und Posthornzeichen. Die Säule ist eine Nachbildung der Säule am Postplatz aus dem Jahr 2012. | 09304826 |
|                                         | Mietshaus in geschlossener Bebauung | Grüne Straße 17 (Karte)                                                                     | um 1885 (Mietshaus) | charakteristisches Wohngebäude aus dem späten 19. Jahrhundert mit historisierendem Bauschmuck, Akzente durch Erdgeschossgliederung und Fensterverdachungen, baugeschichtlich und stadtentwicklungsgeschichtlich bedeutend. | 09213946 |
|                                         | Mietshaus in geschlossener Bebauung | Grüne Straße 19 (Karte)                                                                     | um 1885 (Mietshaus) | charakteristisches Wohngebäude aus dem späten 19. Jahrhundert mit historisierendem Bauschmuck, Akzente durch Erdgeschossquaderung, Ornamente, Konsolen, Köpfchen, Spiegel und Fensterverdachungen, baugeschichtlich und stadtentwicklungsgeschichtlich bedeutend. | 09213947 |
|                                         | Mietshaus in geschlossener Bebauung | Grüne Straße 30 (Karte)                                                                     | um 1865 (Mietshaus) | charakteristisches Wohngebäude aus der zweiten Hälfte des 19. Jahrhunderts, mit einheitlicher und symmetrisch aufgebauter Fassadengestaltung, klare Axialität, mittiger, betonter Eingang, gleiche Bedachungen und Fensterformate, noch spätklassizistisch, baugeschichtlich und stadtentwicklungsgeschichtlich bedeutend. | 09213948 |
|                                         | Mietshaus in geschlossener Bebauung | Grüne Straße 32 (Karte)                                                                     | um 1865 (Mietshaus) | charakteristisches Wohngebäude aus der zweiten Hälfte des 19. Jahrhunderts, mit einheitlicher und symmetrisch aufgebauter Fassadengestaltung, klare Axialität, mittiger, betonter Eingang, gleiche Bedachungen und Fensterformate, noch spätklassizistisch, baugeschichtlich und stadtentwicklungsgeschichtlich bedeutend. | 09213940 |
| Weitere Bilder                          | Wohn- und Geschäftshaus in geschlossener Bebauung | Jahnstraße 1 (Karte)                                                                        | bezeichnet 1901 (Wohn- und Geschäftshaus)                                                                                          | ausgesprochen aufwendiger, vor allem neobarocker Bau des Historismus, dominiert von Risaliten mit Schweifgiebeln, galerieartigen Balkonen und reichem Schmuck, baugeschichtlich und künstlerisch bedeutend. | 09213958 |
|                                         | Verlagshaus Kaden & Comp. (ehem.) | Jahnstraße 5a (Karte)                                                                       | 1908 (Wohn- und Geschäftshaus), 1908 (Verlagshaus)                                                                                 | Wohn- und Geschäftshaus (Wettiner Platz 10) in geschlossener Bebauung, sowie Hintergebäude (ehemaliges Verlagshaus, Anschriften: Wettiner Platz 10a und Jahnstraße 5a) und Verbindungsgang im Hof; Hintergebäude ursprünglich Sitz der Firma Kaden & Comp., Herausgeber der Dresdner Volkszeitung, 1946 Vereinigung mit der Sächsischen Zeitung, im Hintergebäude heute Kabarett Breschke und Schuch, Komplex baugeschichtlich und ortsgeschichtlich bedeutend. Als Theater und Geschäftshaus genutzt, u. a. Sitz des Dresdner Friedrichstatt Palast. | 09213917 |
|                                         | Brunnen vom ehem. Palais Hoym | Kleine Packhofstraße (Karte)                                                                | 1765–1766 (Brunnen) | Brunnen (eingelagert in Zwingerbauhütte); zum ehemaligen Palais Hoym (Landhausstraße) gehörig, Nischenbrunnen, darin zwei Putten mit Fisch zwischen Schilf und Felsgestein, Hochrelief, markanter barocker Brunnen, künstlerisch bedeutend. | 09210347 |
|                                         | Bürogebäude (Kleine Packhofstraße 1b und Ostra-Allee 25) | Kleine Packhofstraße 1b (Karte)                                                             | um 1960 (Bürogebäude) | Zweiflügelbau in Ecklage, charakteristischer, traditioneller Bau der späten 1950er Jahre oder um 1960, Eingangsüberdachung erinnert ein wenig an »Nierentischmode«, baugeschichtlich bedeutend. | 09210326 |
| Weitere Bilder                          | Theaterwerkstätten | Kleine Packhofstraße 2 (Karte)                                                              | 1977–1981 (Werkstätten), 1984–1987 (Magazin)                                                                                       | Werkstattkomplex (Am Zwingerteich 2a), Magazingebäude (Kleine Packhofstraße 2) und Außenanlagen; ersterer Komplex mit Kopfbau und zwei Hallen, zweites Gebäude wohl Palettenmagazin, gestalterisch herausragendes Beispiel eines DDR-Zweckbaus, baugeschichtliche und städtebauliche Bedeutung. | 09304781 |
|                                         | Bahndammbefestigung | Könneritzstraße (Karte)                                                                     | um 1900 (Eisenbahndamm) | Bahndammbefestigung; stadtentwicklungsgeschichtlich bedeutend | 09210320 |
|                                         | Mietshaus mit Ladeneinbau, in Kopflage und geschlossener Bebauung                                                                                           | Könneritzstraße 11 (Karte)                                                                  | bezeichnet 1896 (Mietshaus) | eines der repräsentativsten Gründerzeitwohnhäuser von Dresden, besonders reiches Exemplar mit historisierender Fassade, Fünfgeschosser, Schmuck- und Gliederungselemente unterschiedlicher Stilvorbilder (Romanik, Renaissance und Barock), neben reichem ornamentalen auch figuraler Schmuck, durch Kopflage hoher Schaueffekt, baugeschichtlich und künstlerisch bedeutend. | 09213980 |
|                                         | Mietshaus in ehemals geschlossener Bebauung | Könneritzstraße 13 (Karte)                                                                  | bezeichnet 1896 (Mietshaus) | eines der repräsentativsten Gründerzeitwohnhäuser von Dresden mit historisierender Fassade, Akzentuierung der beiden Seitenrisalite durch Balkone, Loggien und reichen Schmuck, barockisierend, Fünfgeschosser, Erdgeschoss mit Rustika, gestalterisch aufwändiger Eingang, baugeschichtlich und künstlerisch bedeutend. | 09213981 |
|                                         | Wohn- und Geschäftshaus mit Ladeneinbauten, in ehemals geschlossener Bebauung und Ecklage                                                                   | Könneritzstraße 19 (Karte)                                                                  | um 1895 (Wohn- und Geschäftshaus)                                                                                                  | eines der repräsentativsten und gestalterisch bemerkenswertesten Gründerzeithäuser Dresdens, historisierende Fassaden, dabei deutliche Betonung der Ecke mit Turmhaube und zwei Giebeln, Zusammenfassung von Erdgeschoss und 1. Obergeschoss, letzteres ursprünglich wohl mit Geschäfts- bzw. Kontorräumen, Eingangsbereich gestaltet, Gebäude baugeschichtlich und künstlerisch bedeutend. | 09213982 |
|                                         | Wohn- und Geschäftshaus mit Ladeneinbauten, in ehemals geschlossener Bebauung                                                                               | Könneritzstraße 21 (Karte)                                                                  | um 1895 (Wohn- und Geschäftshaus)                                                                                                  | eines der repräsentativsten und gestalterisch bemerkenswertesten Gründerzeithäuser von Dresden, historisierende Fassade, Zusammenfassung von Erdgeschoss und 1. Obergeschoss, letzteres ursprünglich wohl mit Geschäfts- bzw. Kontorräumen, Eingang mit prächtigem, schmiedeeisernem Tor in den Formen des Rokoko, Gebäude baugeschichtlich und künstlerisch bedeutend. | 09213983 |
| Weitere Bilder                          | Sachgesamtheit Heizkraftwerk Mitte mit zahlreichen Einzeldenkmalen:                                                                                         | Kraftwerk Mitte 1; 2; 3; 4; 5; 6; 8; 10; 12; 14; 16; 18; 20; 22; 24; 26; 28; 30; 32 (Karte) | 1839, Gasbereitungsanstalt, 1895, Elektrizitäts-Licht-Werk, 1900, Elektrizitäts-West-Kraftwerk, 1925–1928, Umbau zum Heizkraftwerk | Sachgesamtheit Heizkraftwerk Mitte mit zahlreichen Einzeldenkmalen: Maschinenhalle, Schalthaus, Abspannturm, Schalt- und Phasenschieberhaus, Reaktanzenhaus sowie technischer Ausstattung; von großer stadtgeschichtlicher, technikgeschichtlicher und baugeschichtlicher Bedeutung, zudem durch seine Backstein-Gebäude stadtbildprägend und städtebaulich bedeutend. | 09305328 |
| Weitere Bilder                          | Heizkraftwerk Mitte: Elektrizitäts-Westkraftwerk (ehem.); Elektrizitäts-Lichtwerk (ehem.); Gasbereitungsanstalt (ehem.) (Einzeldenkmale zu ID-Nr. 09305328) | Kraftwerk Mitte 1; 2; 3; 5; 6; 8; 10; 12; 14; 18; 20; 22; 24; 26; 28; 30; 32 (Karte)        | 1897–1900 (Kohlekraftwerk), 1926–1927 (Heizkraftwerk), 1860–1866 Dendro (Wohn- und Geschäftshaus)                                  | Einzeldenkmale der Sachgesamtheit Kraftwerk Mitte: Maschinenhalle, Schalthaus, Abspannturm inkl. erhaltener technischer Ausstattung, Reaktanzenhaus; Gebäudebestand von großer stadtgeschichtlicher, technikgeschichtlicher und baugeschichtlicher Bedeutung. | 09213853 |
| Weitere Bilder                          | Marienbrücke I | Marienbrücke (Karte)                                                                        | 1846–1852 (Straßenbrücke) | Straßenbrücke einschließlich Stützmauer zum Palaisgarten mit Geländer und einem Sitzplatz an der Ecke zum Palaisplatz; Wölbbrücke über zwölf Flachbögen mit Brückenhäuschen (siehe Devrientstraße 20) und landseitigen Treppenaufgängen, bis 1901 kombinierte Straßen- und Eisenbahnbrücke, bedeutsames Zeugnis der Verkehrsgeschichte, markantes Beispiel der Brückenarchitektur Mitte des 19. Jahrhunderts, wichtiger Teil der unverwechselbaren Elbsilhouette von Dresden, verkehrsgeschichtlich und baugeschichtlich sowie städtebaulich bedeutend (siehe auch Marienbrücke II). Urspr. als Straßen- und Eisenbahnbrücke durch Karl Theodor Kunz und Johann Gottlieb Lohse errichtet. | 09213965 |
| Weitere Bilder                          | Marienbrücke II | Marienbrücke (Karte)                                                                        | 1898–1901 (Eisenbahnbrücke) | Eisenbahnbrücke; Bau aus Bögen und Pfeilern, Pfeiler und landseitige Bögen aus Sandstein, die mittleren vier Brückenteile als Gitterträger-Konstruktionen, bedeutsames Zeugnis der Verkehrsgeschichte, markantes Beispiel der Brückenarchitektur um 1900, wichtiger Teil der unverwechselbaren Elbsilhouette von Dresden, verkehrsgeschichtlich und baugeschichtlich sowie städtebaulich bedeutend (siehe auch Marienbrücke I). | 09216624 |
|                                         | Arbeitsnachweis Dresden; Haus der Kultur und Bildung | Maternistraße 17 (Karte)                                                                    | 1927–1928 (Verwaltung) | Ehemaliges Arbeitsamt; später Bezirksparteischule, Einflügelbau mit leicht vorspringenden Seitentrakten und Mittelrisalit auf dreieckigem Grundriss, architektonisch bemerkenswerter Bau der versachlichten Architektur aus dem ersten Drittel des 19. Jahrhunderts, mit Anklängen des Bauhauses, ortsgeschichtlich sowie baugeschichtlich und künstlerisch bedeutend. | 09213966 |
|                                         | Doppelmietshaus mit Ladeneinbauten, in geschlossener Bebauung                                                                                               | Maxstraße 3; 5 (Karte)                                                                      | 1861–1862 (Doppelmietshaus) | aufwendig gestaltetes historisierendes Wohngebäude aus der Vorgründerzeit, ausgewogen und zugleich detailreicher Fassadenschmuck, zudem Teil eines zusammenhängend erhaltenen Straßenzuges seiner Zeit, baugeschichtlich und künstlerisch bedeutend. | 09213967 |
|                                         | Mietshaus mit Ladeneinbauten, in geschlossener Bebauung | Maxstraße 7 (Karte)                                                                         | 1861–1862 (Mietshaus) | aufwendig gestaltetes historisierendes Wohngebäude aus der Vorgründerzeit, ausgewogen und zugleich detailreicher Fassadenschmuck, außerdem Teil eines zusammenhängend erhaltenen Straßenzuges seiner Zeit, baugeschichtlich und künstlerisch bedeutend. | 09213969 |
|                                         | Mietshaus in geschlossener Bebauung | Maxstraße 9; 11 (Karte)                                                                     | um 1890 (Mietshaus) | mit Ladeneinbauten, repräsentatives Gründerzeitwohnhaus mit historisierender Fassade, Akzentuierung durch Seitenrisalite mit Balkonen, vielgestaltiger Schmuck, hervorgehobener Eingang, baugeschichtlich und künstlerisch bedeutend. | 09213970 |
|                                         | Mietshaus mit Ladeneinbauten, in geschlossener Bebauung | Maxstraße 13 (Karte)                                                                        | bezeichnet 1893 (Mietshaus) | repräsentatives Gründerzeitwohnhaus mit historisierender Fassade, Akzentuierung durch Seitenrisalit mit Balkonen und Durchfahrt, vielgestaltiger Schmuck, baugeschichtlich und künstlerisch bedeutend, zum Teil einer geschlossenen Zeile etwa zeitgleich entstandener Bauten. | 09213971 |
|                                         | Mietshaus in geschlossener Bebauung | Maxstraße 15 (Karte)                                                                        | 1894–1895 (Mietshaus) | mit Ladeneinbauten, aufwendig gestaltetes, historisierendes Wohngebäude der Gründerzeit, zudem Teil eines äußerst markanten Straßenzuges, baugeschichtlich bedeutend. | 09213972 |
|                                         | Handelslehranstalt; Haus der Dresdner Kaufmannschaft; Kaufmannshaus (ehem.)                                                                                 | Ostra-Allee 9 (Karte)                                                                       | um 1912 (Schule) | Schulgebäude; repräsentativer mehrgeschossiger Bau, markantes Beispiel der versachlichten Architektur nach 1900, nach Entwürfen von Alexander Hohrath, letzterer war Schüler von Wallot, Gebäude architekturgeschichtlich bedeutend, als Dresdner Kaufmannshaus zudem ortsgeschichtlich von Belang. | 09213975 |
|                                         | Bürogebäude (Kleine Packhofstraße 1b und Ostra-Allee 25) | Ostra-Allee 25 (Karte)                                                                      | um 1960 (Bürogebäude) | Zweiflügelbau in Ecklage, charakteristischer, traditioneller Bau der späten 1950er Jahre oder um 1960, Eingangsüberdachung erinnert ein wenig an »Nierentischmode«, baugeschichtlich bedeutend. | 09210326 |
|                                         | Mietshaus in geschlossener Bebauung | Ostra-Allee 27 (Karte)                                                                      | um 1865 (Mietshaus) | markantes historisierendes Wohngebäude aus der Vorgründerzeit, ausgewogen und zugleich detailreicher Fassadenschmuck, Betonung der mittigen Eingangsachse und der Seitenrisalite, baugeschichtlich bedeutend. | 09213978 |
| Weitere Bilder                          | Geschäftshaus Hennig & Co. (ehem.) | Ostra-Allee 29 (Karte)                                                                      | 1909–1910 (Wohn- und Geschäftshaus)                                                                                                | Wohn- und Geschäftshaus in geschlossener Bebauung und Ecklage; charakteristischer Bau seiner Zeit, mit markanter Kubatur und wenigen, aber akzentuierenden Schmuck- und Gliederungselementen Beispiel der Reformbaukunst nach 1900, ortsgeschichtlich und baugeschichtlich sowie künstlerisch bedeutend. | 09213979 |
|                                         | Wohn- und Geschäftshaus | Ritzenbergstraße 3 (Karte)                                                                  | um 1925 (Wohn- und Geschäftshaus)                                                                                                  | mit Lagerräumen in Erdgeschoss und 1. Obergeschoss, in ehemals geschlossener Bebauung, charakteristische versachlichter Bau seiner Zeit, vor allem baugeschichtlich von Belang. | 09213992 |
|                                         | Mietshaus in geschlossener Bebauung | Ritzenbergstraße 5 (Karte)                                                                  | um 1900 (Mietshaus) | mit Ladeneinbauten, historistischer Bau seiner Zeit mit charakteristischer Klinker-Sandstein-Fassade, auffällig die übergiebelten Seitenrisalite, baugeschichtlich bedeutend. | 09213993 |
|                                         | Mietshaus in ehemals geschlossener Bebauung | Schützengasse 3 (Karte)                                                                     | bezeichnet 1902 (Mietshaus) | charakteristischer späthistoristischer Bau mit Klinker-Werksteinfassade, belebt von verschiedenfarbigen Steinen, architekturgeschichtlich bedeutend. | 09213996 |
|                                         | Mietshaus in ehemals geschlossener Bebauung | Schützengasse 11 (Karte)                                                                    | um 1860 (Mietshaus) | charakteristischer spätklassizistischer bis frühhistoristischer Bau, auffällig das genutete Erdgeschoss, architekturgeschichtlich bedeutend. | 09213997 |
|                                         | Hintergebäude | Schützengasse 14 (Karte)                                                                    | 2. Hälfte 19. Jh. (Hinterhaus) | heute in geschlossener Bebauung, als eines der älteren Gebäude im Ortsteil Wilsdruffer Vorstadt stadtentwicklungsgeschichtlich bedeutend. | 09216625 |
|                                         | Wohnhaus mit Innenhof, in geschlossener Bebauung | Schützengasse 16 (Karte)                                                                    | um 1765 (Wohnhaus) | Vierflügelbau, als eines der ältesten Gebäude im Ortsteil Wilsdruffer Vorstadt, zudem im Kern offenbar noch barock, baugeschichtlich und stadtentwicklungsgeschichtlich bedeutend. | 09213998 |
|                                         | Wohnhaus mit Hofanlage und Hintergebäude, in halboffener Bebauung                                                                                           | Schützengasse 18 (Karte)                                                                    | Ende 18. Jh. (Wohnhaus) | Dreiseitiges Gehöft, als eines der ältesten Gebäude im Ortsteil Wilsdruffer Vorstadt, zudem im Kern noch barock, baugeschichtlich und stadtentwicklungsgeschichtlich bedeutend, heute Sitz des Vereins Umweltzentrum Dresden. | 09213999 |
|                                         | Wohnhaus in ehemals geschlossener Bebauung | Schützengasse 24 (Karte)                                                                    | um 1765 (Wohnhaus) | als eines der älteren Gebäude im Ortsteil Wilsdruffer Vorstadt stadtentwicklungsgeschichtlich bedeutend. | 09214000 |
|                                         | Wohnhaus in halboffener Bebauung | Schützengasse 26 (Karte)                                                                    | um 1870 (Wohnhaus) | mit Ladeneinbau, als eines der älteren Gebäude im Ortsteil Wilsdruffer Vorstadt stadtentwicklungsgeschichtlich bedeutend. | 09214001 |
| Weitere Bilder                          | Volkshaus; Gewerkschaftshaus | Schützenplatz 14 (Karte)                                                                    | 1914–1915 (Gewerkschaftshaus), 1929–1930 (Hochhausbau)                                                                             | Gewerkschaftshaus; Gebäudegruppe mit hoch aufragendem Haupttrakt, älterem Seitengebäude und zwei rückseitigen Flügeln, dominanter Hochhausbau in Stahlbetonbauweise, charakteristische bauliche Zeugnisse für die Architektur ihrer jeweiligen Entstehungszeit, der ältere Teil im Sinne der versachlichten Architektur um 1910 und der jüngere Teil in Anlehnung an das Bauhaus in den 1920er Jahren errichtet, erinnern an einen wichtigen Teil der Geschichte der Arbeiterbewegung in der Elbestadt, baugeschichtlich und ortsgeschichtlich bedeutend. Errichtet von Carl Fritz Richter im Stil der Neuen Sachlichkeit. | 09213994 |
|                                         | Mietshaus in ehemals geschlossener Bebauung | Schweriner Straße 23 (Karte)                                                                | um 1870 (Mietshaus) | mit Ladeneinbauten, gehört zu den wenigen noch erhaltenen Bauten aus der zweiten Hälfte des 19. Jahrhunderts an einem bedeutsamen Dresdner Straßenzug dieser Zeit, stadtentwicklungsgeschichtlich bedeutend. | 09214002 |
|                                         | Mietshaus in geschlossener Bebauung | Schweriner Straße 25 (Karte)                                                                | um 1875 (Mietshaus) | mit Ladeneinbauten, gehört zu den wenigen noch erhaltenen Bauten aus der zweiten Hälfte des 19. Jahrhunderts an einem bedeutsamen Dresdner Straßenzug dieser Zeit, stadtentwicklungsgeschichtlich bedeutend. | 09214003 |
|                                         | Mietshaus in ehemals geschlossener Bebauung | Schweriner Straße 33 (Karte)                                                                | um 1880 (Mietshaus) | mit Ladeneinbauten, gehört zu den wenigen noch erhaltenen Bauten aus der zweiten Hälfte des 19. Jahrhunderts an einem bedeutsamen Dresdner Straßenzug dieser Zeit, die Obergeschosse mit reicher historisierender Gestaltung, stadtentwicklungsgeschichtlich und baugeschichtlich bedeutend. | 09214004 |
|                                         | Mietshaus in ehemals geschlossener Bebauung | Schweriner Straße 35 (Karte)                                                                | um 1875 (Mietshaus) | mit Ladeneinbauten, aufwendiges und weitgehend authentisch überkommenes, historistisches Wohngebäude seiner Zeit, auffällig die gleichmäßig mit Schmuck- und Gliederungselementen überzogene Fassade, gehört zu den wenigen noch erhaltenen Bauten aus der zweiten Hälfte des 19. Jahrhunderts an einem bedeutsamen Dresdner Straßenzug dieser Zeit, baugeschichtlich und stadtentwicklungsgeschichtlich bedeutend. | 09214005 |
| Weitere Bilder                          | Mietshaus in halboffener Bebauung | Schweriner Straße 36 (Karte)                                                                | um 1870 (Mietshaus) | mit Ladeneinbauten, gehört zu den wenigen noch erhaltenen Bauten aus der zweiten Hälfte des 19. Jahrhunderts an einem bedeutsamen Dresdner Straßenzug dieser Zeit, auffällig der historistische Dekor, stadtentwicklungsgeschichtlich bedeutend. | 09214006 |
| Weitere Bilder                          | Mietshaus in ehemals geschlossener Bebauung | Schweriner Straße 42 (Karte)                                                                | um 1880 (Mietshaus) | mit Ladeneinbau, aufwendiges und weitgehend authentisch überkommenes, historistisches Wohngebäude seiner Zeit, auffällig die gleichmäßig mit Schmuck- und Gliederungselementen überzogene Fassade, typisch die Klinker-Werkstein-Fassade, gehört zu den wenigen noch erhaltenen Bauten aus der zweiten Hälfte des 19. Jahrhunderts an einem bedeutsamen Dresdner Straßenzug dieser Zeit, baugeschichtlich und stadtentwicklungsgeschichtlich bedeutend. | 09214007 |
| Weitere Bilder                          | Mietshaus in geschlossener Bebauung | Schweriner Straße 44 (Karte)                                                                | um 1875 (Mietshaus) | mit Ladeneinbauten, aufwendiges und weitgehend authentisch überkommenes, historistisches Wohngebäude seiner Zeit, auffällig die gleichmäßig mit Schmuck- und Gliederungselementen überzogene Fassade, gehört zu den wenigen noch erhaltenen Bauten aus der zweiten Hälfte des 19. Jahrhunderts an einem bedeutsamen Dresdner Straßenzug dieser Zeit, baugeschichtlich und stadtentwicklungsgeschichtlich bedeutend. | 09214008 |
| Weitere Bilder                          | Mietshaus in geschlossener Bebauung | Schweriner Straße 46 (Karte)                                                                | um 1870 (Mietshaus) | mit Ladeneinbauten, gehört zu den wenigen noch erhaltenen Bauten aus der zweiten Hälfte des 19. Jahrhunderts an einem bedeutsamen Dresdner Straßenzug dieser Zeit, stadtentwicklungsgeschichtlich bedeutend. | 09214009 |
| Weitere Bilder                          | Mietshaus in geschlossener Bebauung und Kopflage | Schweriner Straße 48 (Karte)                                                                | um 1895 (Mietshaus) | mit Ladenzone, aufwendiges und weitgehend authentisch überkommenes, historistisches Wohngebäude seiner Zeit, auffällig die gleichmäßig mit Schmuck- und Gliederungselementen überzogene Fassade, typisch die Klinker-Werkstein-Fassade, gehört zu den wenigen noch erhaltenen Bauten aus der zweiten Hälfte des 19. Jahrhunderts an einem bedeutsamen Dresdner Straßenzug dieser Zeit, baugeschichtlich und stadtentwicklungsgeschichtlich .bedeutend | 09214010 |
| Weitere Bilder                          | Basteischlößchen | Terrassenufer (Karte)                                                                       | 1912–1913 (Restaurant) | Restaurant; kleiner Einflügelbau mit gerundeten Seiten und Mittelrisaliten nach beiden Fronten, im Zusammenhang mit dem Italienischen Dörfchen als kleines separates Bierrestaurant errichtet, klare Kubatur, die im Sinne Erlweins lokale barocke Formen tradiert sowie stilisierte, neoklassizistische Elemente, wie Lisenengliederung und Dreiecksgiebel, steht anders gleichzeitig entstandenen Bauten von Reformarchitektur und Heimatschutzstil für eine eher moderate Bauauffassung, deren Architekten trotz erkennbarer Versachlichung noch nicht gänzlich auf überkommene, repräsentative Gestaltungselemente verzichten mochten, baugeschichtlich und künstlerisch bedeutend, darüber hinaus im Zusammenhang mit Italienischem Dörfchen und Theaterplatz städtebaulich bedeutend. | 09214024 |
|                                         | Denkmalwerte Mauern unterhalb der Augustusbrücke | Terrassenufer (Karte)                                                                       | bezeichnet 1817 (Mauer mit Konsolen), 2. Hälfte 19. Jh. oder um 1910 (Stützmauer), nach 1912–1913 (Treppe)                         | Denkmalwerte Mauern zwischen Augustusbrücke und Einschnitt auf Höhe Probebühne / Semperoper; Mauer mit Konsolen; Mauerabschnitt vor Basteischlösschen (vor 1850), Stützmauer zwischen Ufer und Straßenverlauf sowie kleine Treppe am Basteischlösschen; früher Teile eines Hafens und zahlreicher Anlegestellen, von Belang für die Altstädter Elbansicht, vor allem stadtentwicklungsgeschichtlich und städtebaulich bedeutend. | 09299889 |
| Weitere Bilder                          | Schauspielhaus | Theaterstraße 2 (Karte)                                                                     | bezeichnet 1912–1913 (Theater) | Theatergebäude; Rangtheater mit pilastergegliederter Eingangsfront und erhöhtem Bühnenhaus, architektonisch markanter Bau seiner Zeit mit bemerkenswerter Fassadengestaltung und Ausstattung, vom landesweit bekannten Architekturbüro William Lossow und Max Hans Kühne errichtet, eine der bedeutsamsten Spielstätten in Sachsen, baugeschichtlich und künstlerisch bedeutend, zudem mit seinen beeindruckenden Baukuben und als ortsbildprägendes, dem Zwinger gegenüber liegendes Gebäude städtebaulich von Belang. 1945 ausgebrannt, bis 1948 wiedererrichtet, Fassadenschmuck unter anderem von Georg Wrba und Oskar Döll. | 09213974 |
|                                         | Stadthaus Dresden | Theaterstraße 11; 13; 15 (Karte)                                                            | 1922–1923 (Rathaus) | Verwaltungsgebäude; gekrümmter Einflügelbau mit unverwechselbarer wellenförmiger Fassade, außen und innen weitestgehend ursprünglich erhalten, gestalterisch bemerkenswert das Treppenhaus und der Saal hinter dem Haupteingang, Stahlbetonskelettbau, markantester Bau des Expressionismus in Dresden, einer der wenigen öffentlichen Bauten dieses Stils in der Stadt, baugeschichtlich und ortsgeschichtlich sowie künstlerisch bedeutend, zudem in seiner Form singulär. Stahlbetonskelettbau von Ludwig Wirth, mit Kunststeinverkleidung, heute Stadtbezirksamt. | 09213894 |
| Weitere Bilder                          | Verlagshaus Kaden & Comp. (ehem.) | Wettiner Platz 10; 10a (Karte)                                                              | 1908 (Wohn- und Geschäftshaus), 1908 (Verlagshaus)                                                                                 | Wohn- und Geschäftshaus (Wettiner Platz 10) in geschlossener Bebauung, sowie Hintergebäude (ehemaliges Verlagshaus, Anschriften: Wettiner Platz 10a und Jahnstraße 5a) und Verbindungsgang im Hof; Hintergebäude ursprünglich Sitz der Firma Kaden & Comp., Herausgeber der Dresdner Volkszeitung, 1946 Vereinigung mit der Sächsischen Zeitung, im Hintergebäude heute Kabarett Breschke und Schuch, Komplex baugeschichtlich und ortsgeschichtlich bedeutend. | 09213917 |
| Weitere Bilder                          | Wettiner Gymnasium; Musikhochschule Carl Maria von Weber | Wettiner Platz 13 (Karte)                                                                   | 1884 (Schule) | Schulgebäude; Dreiflügelbau mit Hauptportal im Mittelrisalit, markantes Treppenhaus hinter dem Hauptportal, eines der in Dresden wenigen erhaltenen, repräsentativen Schulgebäude aus der Gründerzeit, Architekt: Theodor Friedrich, baugeschichtlich und ortsgeschichtlich sowie künstlerisch bedeutend. | 09213918 |

## Äußere Wilsdruffer Vorstadt
Die Äußere Wilsdruffer Vorstadt liegt in der Gemarkung Altstadt II.
| Bild           | Bezeichnung                                                              | Lage                         | Datierung                      | Beschreibung | ID       |
| -------------- | ------------------------------------------------------------------------ | ---------------------------- | ------------------------------ | --- | -------- |
|                | Mietshaus in halboffener Bebauung                                        | Freiberger Straße 59 (Karte) | um 1895 (Mietshaus)            | charakteristischer Bau des Historismus mit axial gegliederter Fassade, Mitte durch Balkone betont, baugeschichtlich bedeutend | 09216704 |
|                | Mietshaus in halboffener Bebauung                                        | Freiberger Straße 65 (Karte) | um 1895 (Mietshaus)            | charakteristischer Bau des Historismus mit axial gegliederter Fassade, Mitte durch besondere Fensterverdachungen und Rundbogenportal betont, Sockelgeschoss durch Putznutung hervorgehoben, ausgewogen und fein abgestimmter Fassadenschmuck, baugeschichtlich bedeutend | 09216705 |
| Weitere Bilder | Mietshaus in geschlossener Bebauung                                      | Rosenstraße 97 (Karte)       | um 1895 (Mietshaus)            | charakteristischer Bau des Historismus mit axial gegliederter Fassade, Mitte durch Portal und markante Fensterverdachung im ersten Obergeschoss betont, baugeschichtlich bedeutend                                                                                       | 09216716 |
| Weitere Bilder | Gebäude des ehemaligen Konsumvereins „Vorwärts“ für Dresden und Umgegend | Rosenstraße 99 (Karte)       | 1902-1903 (Verwaltungsgebäude) | gestalterisch markantes Verwaltungsgebäude, historistisch mit Jugendstilanklängen, Betonung der Ecke durch Turmbau, vor allem baugeschichtlich bedeutend | 09216717 |
| Weitere Bilder | Mietshaus in offener Bebauung                                            | Rosenstraße 103c (Karte)     | um 1895 (Mietshaus)            | charakteristischer Bau des Historismus mit axial gegliederter Fassade, seitlicher Risalit mit übergiebeltem Zwerchhaus, Betonung des ersten Obergeschosses, baugeschichtlich bedeutend                                                                                   | 09216718 |

## Ausführliche Denkmaltexte
1. ↑  
Denkmaltext 

Im Jahre 1718 erfolgten die Gründung und der Bau eines Armenhauses. Von 1834–1836 wurde dieses abgebrochen und durch den Neubau eines Stadt-Armenhauses, dem seit 1945 nicht mehr existierenden Vorderhaus zum noch erhaltenen Gebäude, ersetzt. Zweieinhalb Jahrzehnte später, 1862, entwickelte sich die Einrichtung zum Städtischen Versorghaus. Den heutigen Bau (damals Hinterhaus) errichtete man 1877–1878. In diesem Zusammenhang entstand vermutlich auch der Anstaltsgarten, der wohl seine heutige Gestaltung als Reformgarten Anfang des 20. Jahrhunderts erhielt. 1910–1911 wurde das Hinterhaus erweitert. Das Versorghaus funktionierte die Stadt noch 1941 zum Altenheim um. Bereits 1945 kam es zur Vereinigung mit dem Frauenheim, dem früheren Maternihospital. Das Ganze bekam 1952 den Namen Elsa-Fenske-Heim.
Das erhaltene Gebäude besitzt einen asymmetrisch vor die Fassade gesetzten Risalit mit Rund- und Korbbogenfenstern und zwei Dreiecksgiebeln. Das hohe und sehr repräsentative Gebäude ist aus stilistischer Sicht mit einigen der klassizistisch beeinflussten Kasernenbauten der Albertstadt vergleichbar.
Der Garten wird durch eine mittige Wegachse, eine hufeisenförmige Gestaltung mit ehemals geschnittener Lindenhecke und Schalenbrunnen und zwei dem Gebäude vorgelagerte, mit Obstbäumen und alten Ziersträuchern (vorwiegend Flieder) bepflanzten Rasenflächen belebt (LfD/2015).
2. 1 2  
Denkmaltext 

Die Anlage der neueren Bauten der Theaterwerkstätten besteht aus dem eigentlichen, 1981 übergebenen Werkstattkomplex, Am Zwingerteich 2a, des Weiteren einem langgestreckten Bau, Kleine Packhofstraße 2, einem Magazingebäude und den Außenanlagen.
Der markante Komplex Am Zwingerteich 2a, aus Werkstattgebäude und zwei Hallen bestehend, wurde von 1977–1981 durch den VEB (B) Gesellschaftsbau Dresden unter maßgeblicher Mitwirkung der Architekten Eberhard Pfau und Torsten E. Gustavs errichtet. Er erhielt 1983 den Architekturpreis der DDR. Das Gebäude an der Kleinen Packhofstraße ist 1984–1987 entstanden (mündliche Auskunft Torsten E. Gustavs).
Es ist im maßgeblichen Artikel zum Objekt (in: Architektur der DDR 1984, H. 3, S. 144–150) nicht beschrieben und erscheint nur als zeichnerische Darstellung.
Insbesondere bei dem Werkstattkomplex handelt es um ein gestalterisch herausragendes Beispiel eines DDR-Zweckbaus, was dessen baugeschichtliche Bedeutung begründet. Das verwundert nicht, da der Standort im Zentrum von Dresden, in unmittelbarer Nachbarschaft des Zwingers, eine Baukörpergestaltung forderte, die über das Maß dessen hinausgehen musste, was von derartigen Gebäuden verlangt wird. 
Obwohl konsequent modern und in Teilen gar futuristisch gestaltet, besteht er neben den älteren Leitbauten der Umgebung. Dies erreichten die Architekten durch eine Steigerung des Bedeutungsinhaltes zum Zwinger hin, die abwechslungsreiche Aufgliederung und Staffelung der Baukörper, raffinierte Oberflächenstrukturen, das Zurücksetzen der Bauflucht und die Einbettung in begrünte Außenanlagen. Der langgestreckte, unspektakulärere und dennoch anspruchsvolle Bau an der Kleine Packhofstraße bildet mit dem Werkstattkomplex einen gestalterischen sowie funktionalen Zusammenhang und somit vor dem Hintergrund des baugeschichtlichen Wertes eine Einheit von Denkmalwert. Dieser ergibt sich nicht nur aus der baugeschichtlichen, sondern auch aus der städtebaulichen Bedeutung der Anlage. Ohne Zweifel führen die neueren Bauten der Theaterwerkstätten zu einer stadtgeschichtlichen Unverwechselbarkeit. An kaum einem andern Ort verbinden Theaterwerkstätten so spannungsreich Bauten aus verschiedenen Architekturepochen.
Das öffentliche Erhaltungsinteresse ergibt sich vor allem aus dem Gewicht der Schutzgründe und der Tatsache, dass die Denkmaleigenschaft der hier zu beurteilenden Anlage und die Notwendigkeit ihrer Erhaltung auf jeden Fall von einem breiten Sachverständigenkreis anerkannt werden. So wurden zeitgleich entstanden Bauten dieser Qualität schon mehrfach als Denkmale erfasst und behandelt (LfD/2013).
3. ↑  
Im Jahre 1722 begann man im Kurfürstentum Sachsen mit der Aufstellung der Kursächsischen Postmeilensäulen. Kurfürst Friedrich August I. wollte hierdurch ein zeitgemäßes Verkehrs- und Transportleitsystem im Kurfürstentum aufbauen, um Handel und Wirtschaft zu fördern. Er beauftragte mit Generalvollmacht Magister Adam Friedrich Zürner (1679–1742) mit der Durchführung. Das System der Postmeilensäulen umfasste Distanzsäulen, Viertelmeilensteine, Halb- und Ganzmeilensäulen. Die Distanzsäulen sollten in den Städten vor den Stadttoren, später nur auf den Marktplätzen aufgestellt werden. Entlang der Poststraßen wurden Viertelmeilensteine, Halb- und Ganzmeilensäulen aufgestellt. Sie erhielten eine fortlaufende Nummerierung (Reihennummer), beginnend vom Anfang der Vermessung. Die Ganzmeilensäulen wurden außerhalb der Städte an den Poststraßen im Abstand von 1 Meile (= 9,062 km) aufgestellt. Die Distanzsäulen waren mit dem Monogramm „AR“ für „Augustus Rex“, dem kursächsischen und polnisch-litauischen Doppelwappen sowie der polnischen Königskrone gekennzeichnet. Die Ganzmeilen-, Halbmeilensäulen und Viertelmeilensteine waren alle ähnlich beschriftet, alle trugen kein Wappen, aber das Monogramm „AR“. Die Entfernungsangaben erfolgten in Wegestunden (1 Stunde = ½ Postmeile = 4,531 km).
Dieses Meilensystem war das erste europäische Verkehrsleitsystem. Der hier betrachteten Säule kommt als Teil des überregional bedeutenden Postwegesystems eine hohe verkehrsgeschichtliche Bedeutung zu (LfD/2013).
4. 1 2  
Sachgesamtheit Heizkraftwerk Mitte mit folgenden Einzeldenkmalen: Maschinenhalle mit östlicher Erweiterung (Kraftwerk Mitte 1), Verbindungsbau zum Schalthaus, Schalthaus mit Schaltwarte, Abspannturm sowie nördlicher Erweiterung inkl. erhaltener technischer Ausstattung (Kraftwerk Mitte 6-24, gerade Zahlen, ohne 16), Kohlenschuppen/spätere mech. Werkstatt (Kraftwerk Mitte 26), Schalt- und Phasenschieberhaus inkl. vorgelagerte Trafokammern (Kraftwerk Mitte 28/30/32), Wohn- und Geschäftshaus (Kraftwerk Mitte 2), Reaktanzenhaus (Kraftwerk Mitte 3) und Neues Schalthaus/Neue Heizzentrale (Kraftwerk Mitte 5/7) (siehe auch Einzeldenkmalliste – Obj. 09213853) sowie folgenden Sachgesamtheitsteilen: bauliche Erweiterungen des Verbindungsbaus zwischen Maschinenhalle und Schalthaus, Zwischenbau am Neuen Schalthaus (Kraftwerk Mitte 7?), Sozialgebäude (Kraftwerk Mitte 16), Einfriedung mit Pförtnerhaus (Kraftwerk Mitte 4) und Freiflächen zwischen den Gebäuden inkl. historischer Pflasterung und Schienenfragmenten; umfangreich erhaltenes, seit Ende des 19. Jahrhunderts gewachsenes und deutlich vom Historismus sowie dem Stil der Neuen Sachlichkeit geprägtes Gebäude-Ensemble, ehem. Kraftwerksstandort heute eines der bedeutendsten Industriedenkmale Dresdens, als Zeugnis der städtischen Gas-, Elektrizitäts- und Wärmeversorgungsgeschichte von großer stadtgeschichtlicher, technikgeschichtlicher und baugeschichtlicher Bedeutung, zudem mit seinen in Backstein ausgeführten und nach wie vor ein unverwechselbares Ensemble bildenden Gebäuden stadtbildprägend und städtebaulich bedeutend. Zur heutigen Form erweitert durch Paul Wolff, heute nach Umbau Standort von Staatsoperette Dresden, Theater Junge Generation und des KraftWerk – Dresdner Energiemuseums.